# 내촌면 (포천시)
내촌면(內村面)은 경기도 포천시의 면이다.

## 개요
내촌면은 가평군과 남양주시와 경계를 이루고 있다. 대중교통이 서울, 남양주시 연결노선 위주로 개발되어 주민들의 생활권이 남양주권에 있다. 주요 관광지로 베어스타운리조트와 서운동산이 있어 수도권 일일 관광 코스로 각광을 받고 있다.

## 법정리
- 진목리(眞木里)
- 마명리(馬鳴里)
- 음현리(陰峴里)
- 내리(內里): 면사무소 소재지
- 소학리(巢鶴里)
- 신팔리(薪八里)

## 교육
- 내촌초등학교
- 내촌중학교

## 관광
- 서운동산
- 베어스타운

## 특산물
- 황토샘 전통식품
- 내촌포도